# بارا دا تیجوکا
بارا دا تیجوکا (به پرتغالی: Barra da Tijuca) یک محله و منطقه در ریودو ژانیرو، برزیل است.
این محله که در منطقه غربی ریودو ژانیرو واقع شده است در کنار سواحل اقیانوس اطلس واقع شده است و یکی از مناطق مهم توریستی - ورزشی ریودو ژانیرو محسوب میشود.

## نگارخانه

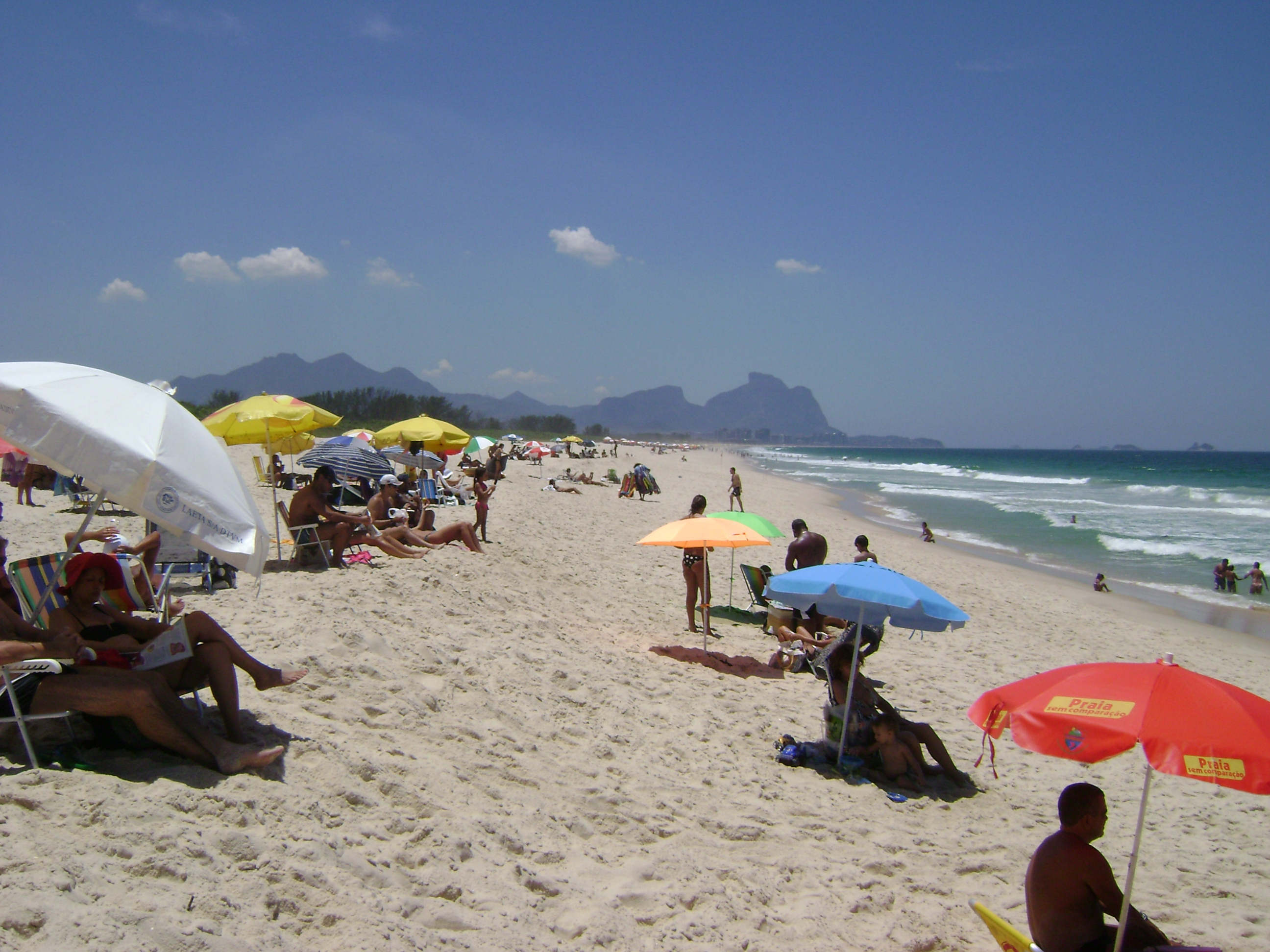
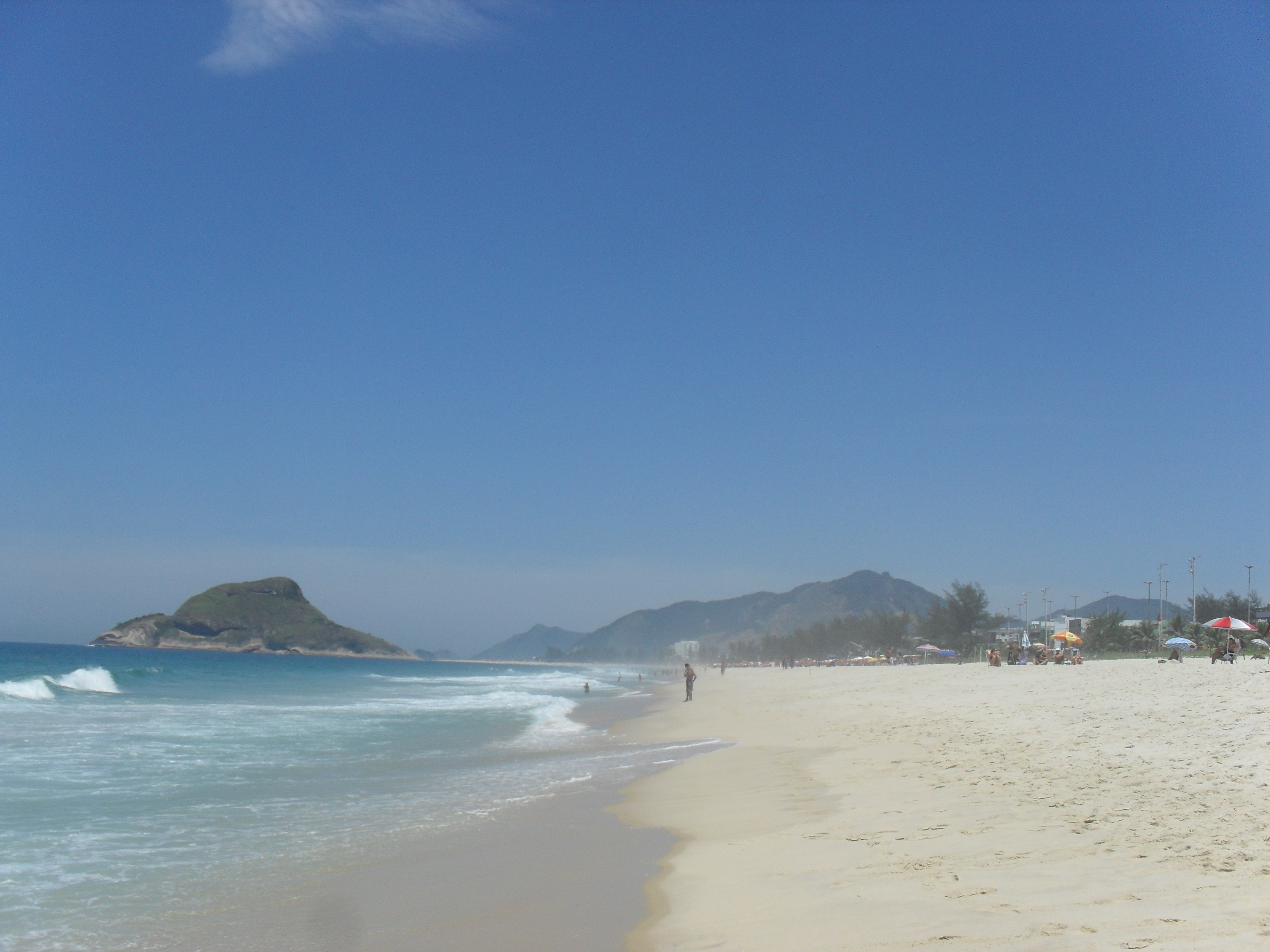
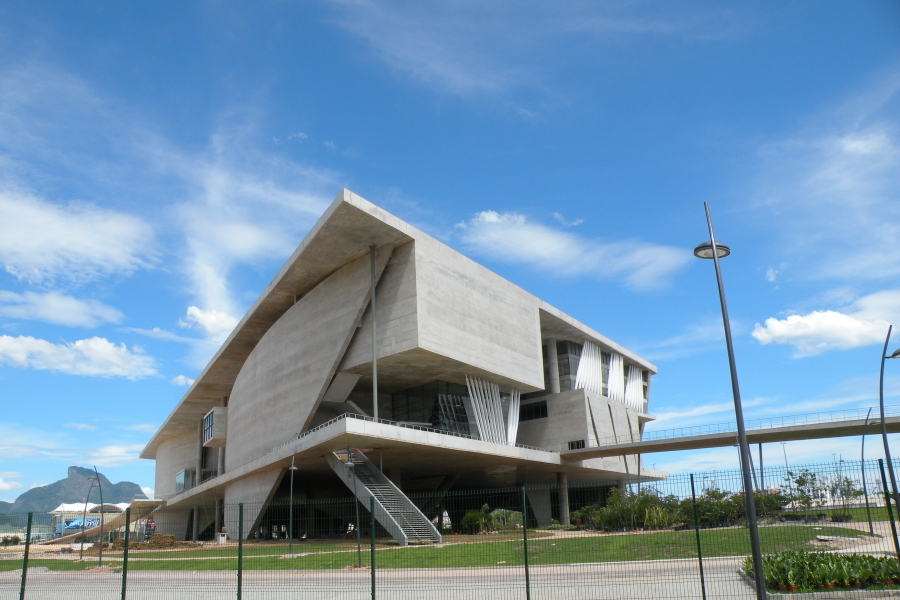
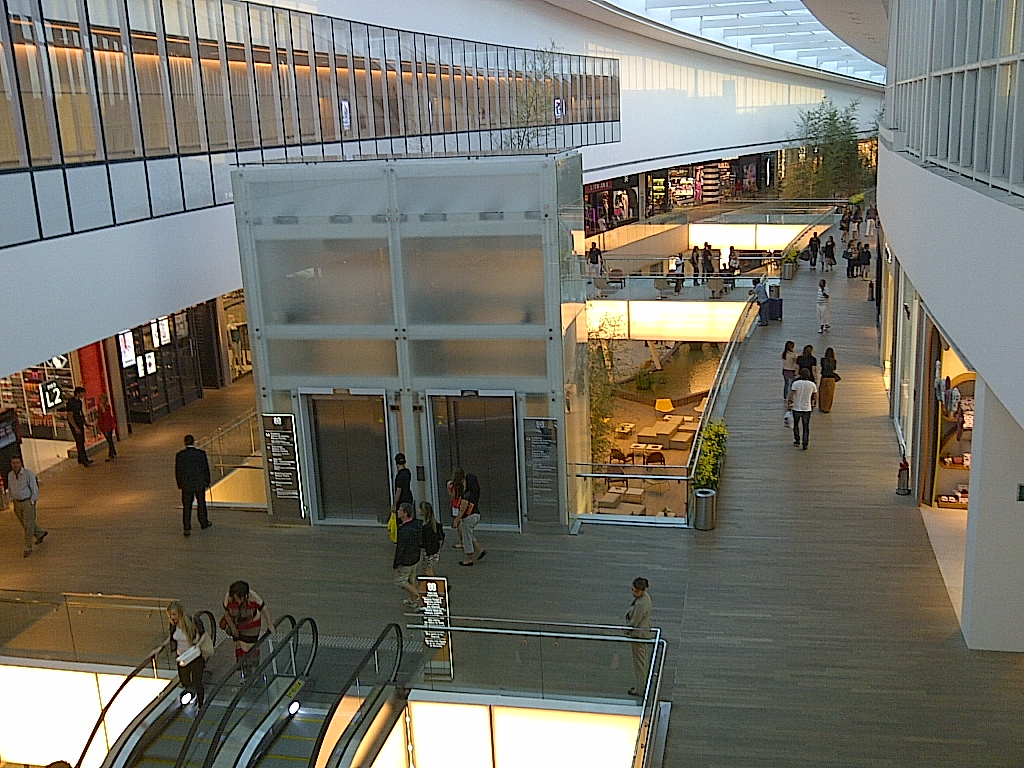
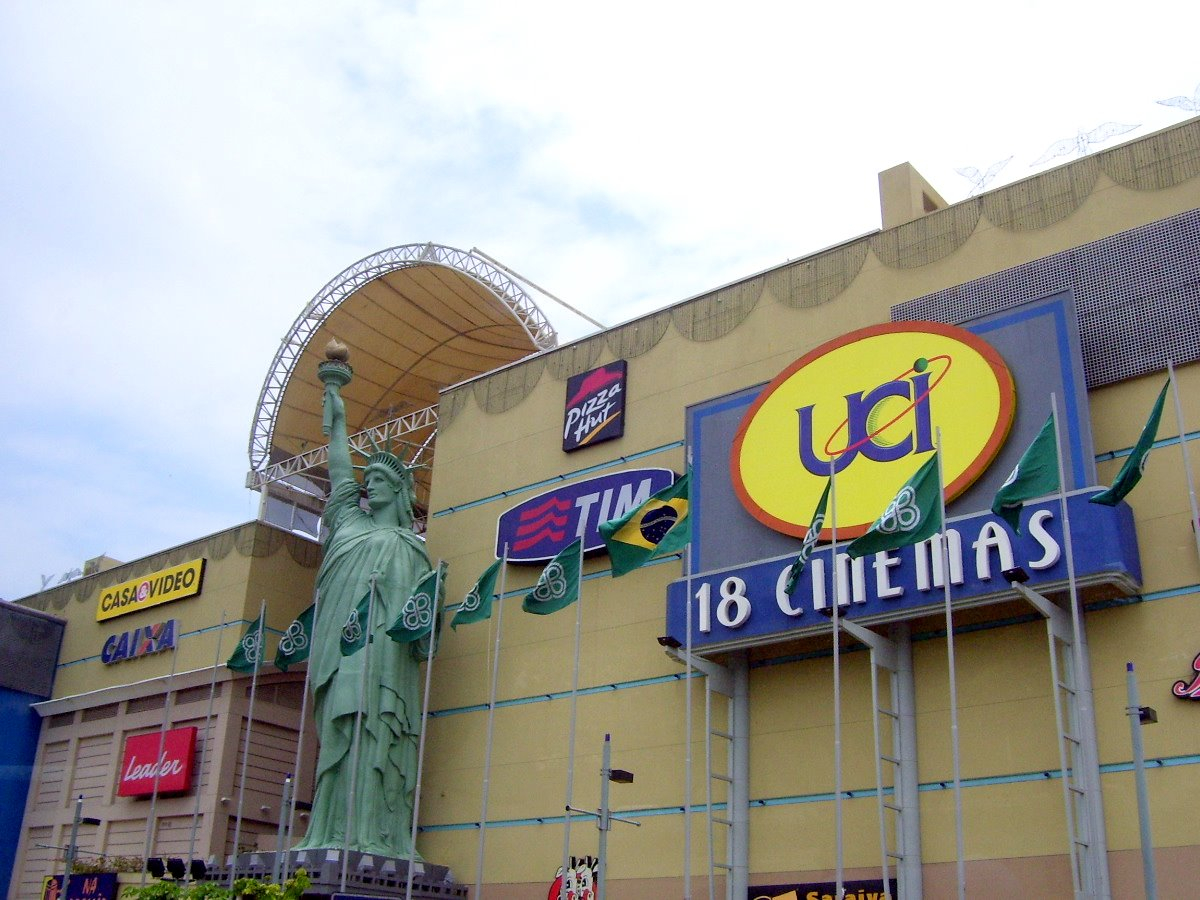
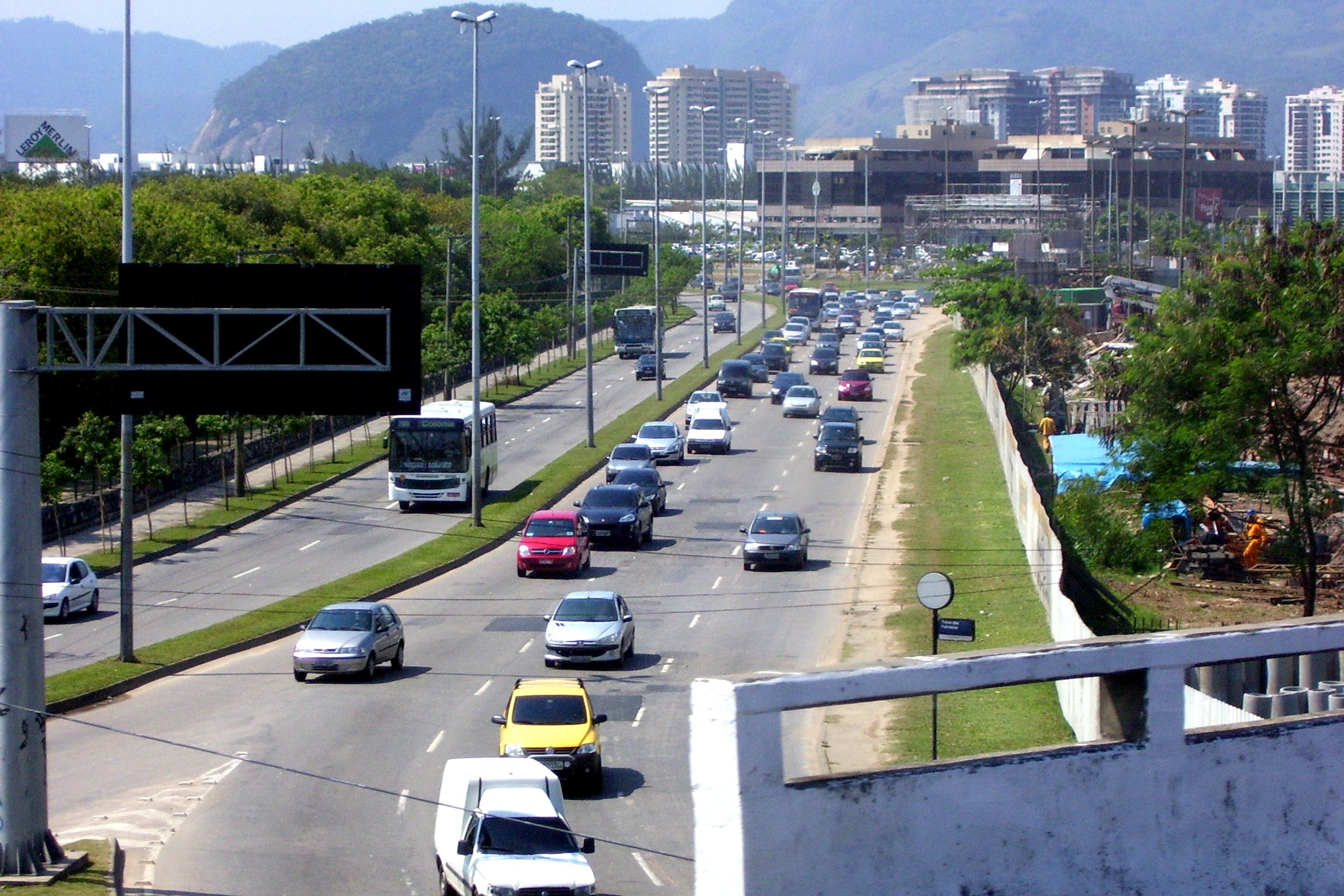
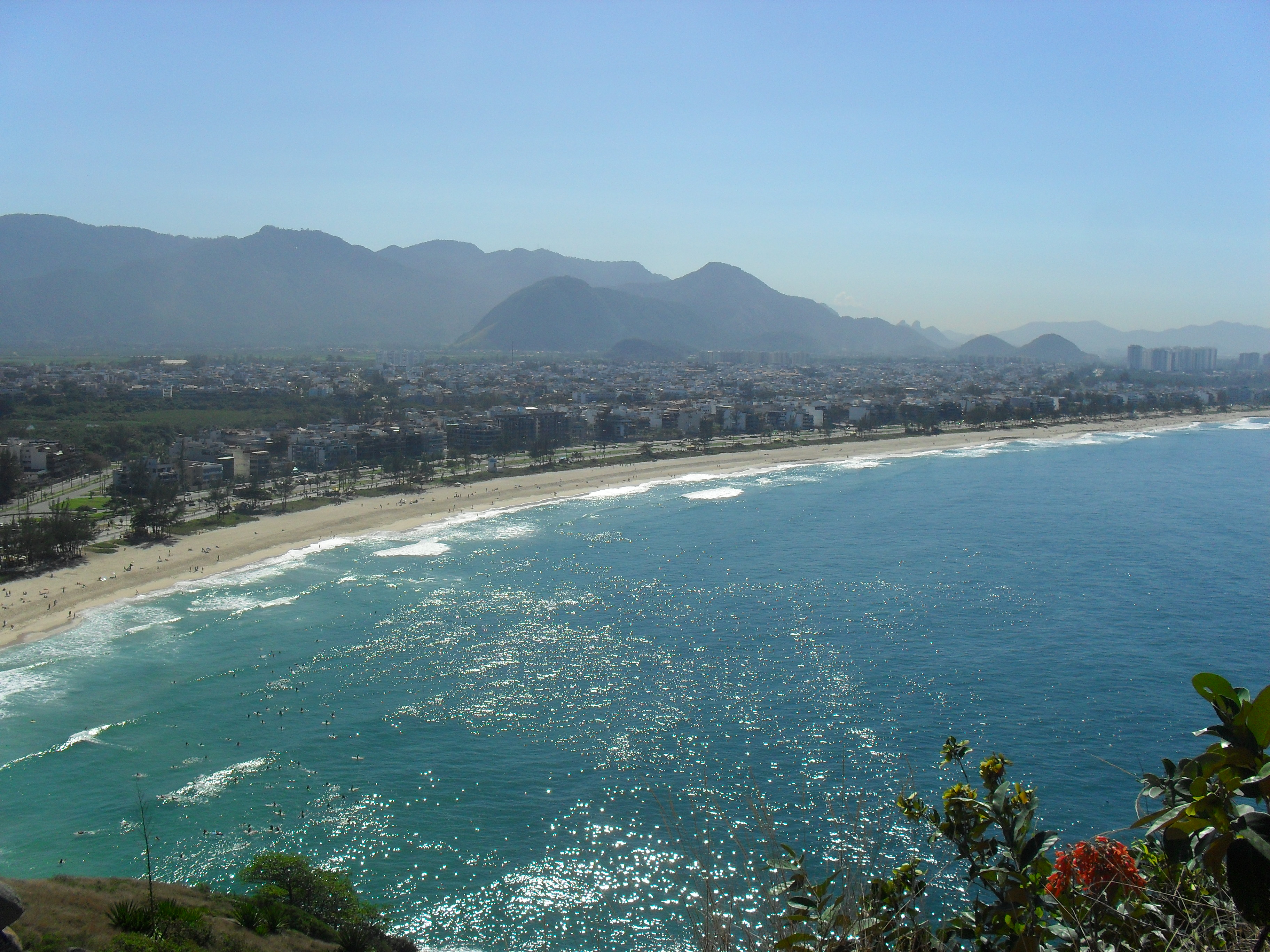
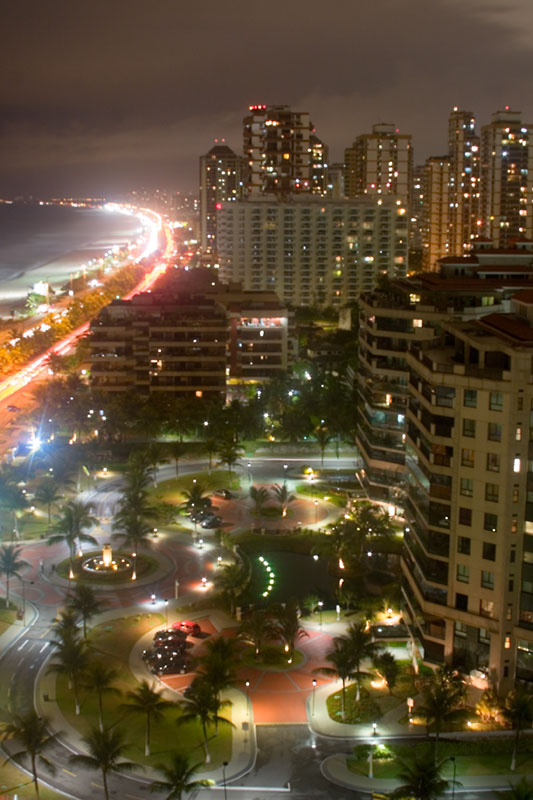
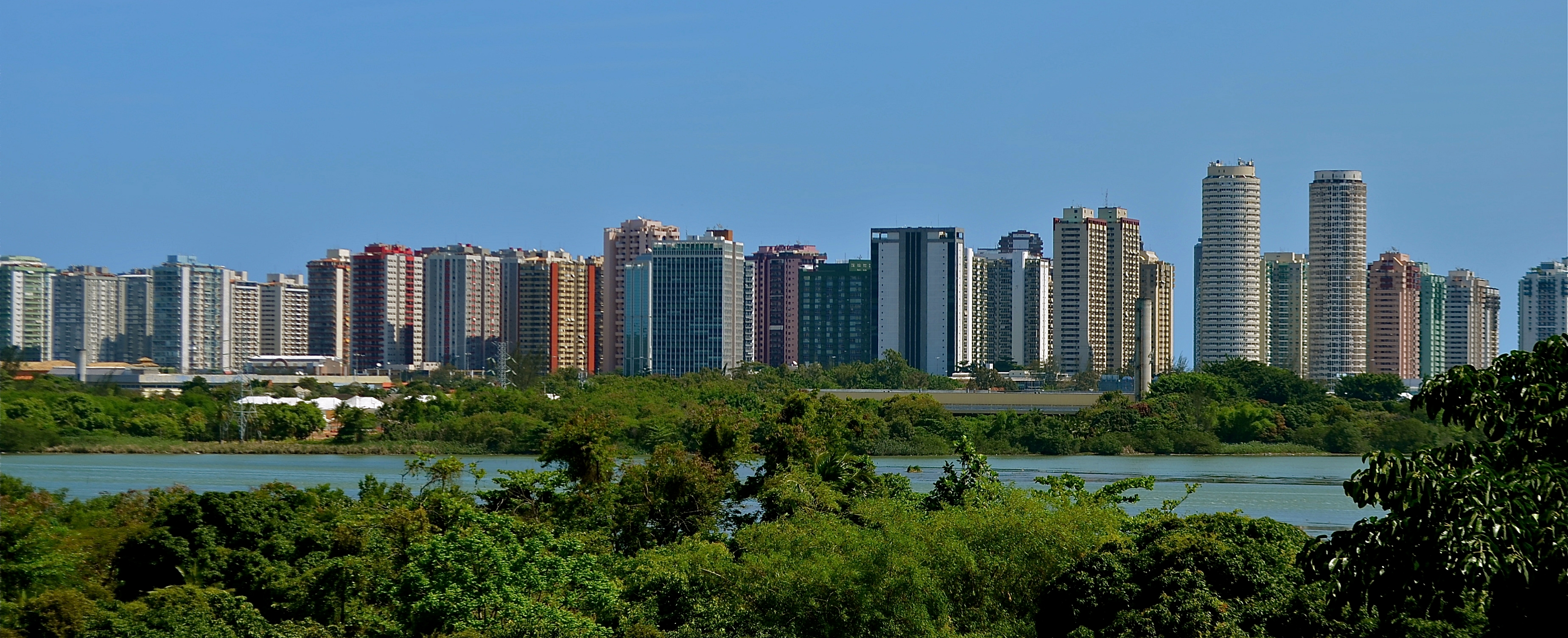
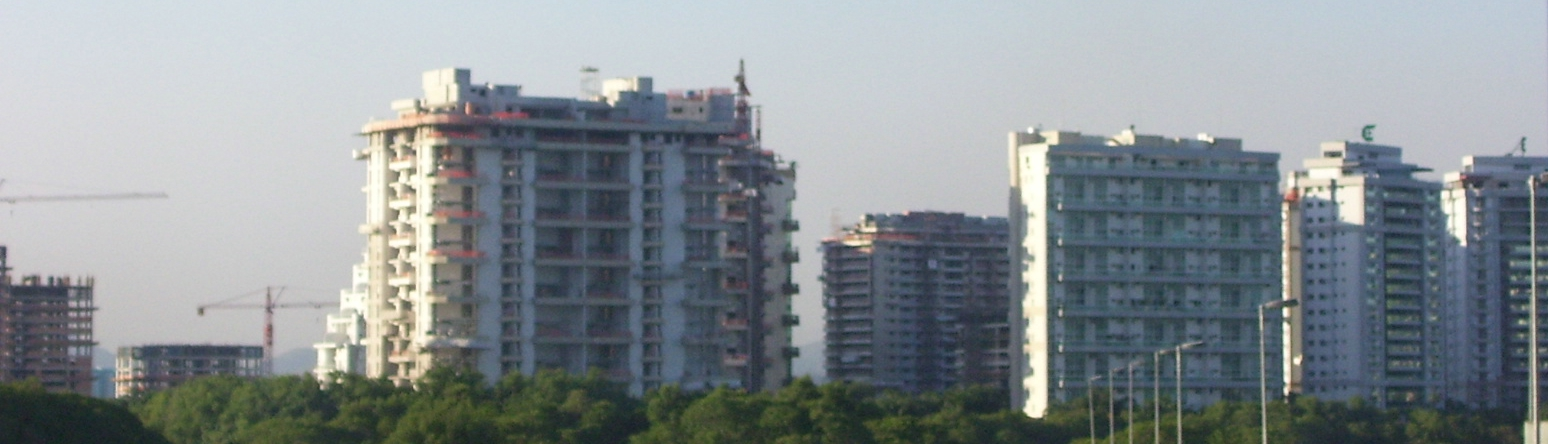